# Mêmnon
Mêmnon (em grego:  Μέμνων), na mitologia grega,  era um rei etíope e filho de Titono e Eos. Ajudou Príamo, rei troiano, a combater os gregos. Durante a Guerra de Troia, levou um exército para defesa de Troia e foi morto por Aquiles em retaliação pela morte de Antíloco. A morte de Mêmnon ecoa a morte de Heitor, outro defensor de Troia que Aquiles também matou em vingança pela companheiro caído. As lágrimas de Eos pela morte do filho ainda são vistas no orvalho da manhã.

## Família
Titono era filho de Laomedonte, filho de Ilo II e Eurídice, filha de Adrasto. Eos (Aurora) era um dos filhos dos titãs Hiperião e Teia, seus irmãos eram Hélio, o Deus Sol, e Selene, a Deusa Lua.
Titono é um dos dez homens mais belos na lista de Higino. Eos se apaixonou e raptou Titono. Eos também havia raptado Céfalo, com quem teve um filho, Faetonte  ou, segundo outras versões, Titono.
Memnon é filho de Titono e a Aurora.
Ele teve um irmão, Emathion, morto por Héracles na Arábia. e uma irmã (poderia ser meio-irmã), Hímera.